# Bananenschnecken
Die Bananenschnecken (Ariolimax) aus der Überfamilie Arionoidea, sind eine wahrscheinlich acht Arten umfassende Gattung landbewohnender Nacktschnecken aus der Unterordnung der Landlungenschnecken (Stylommatophora), die an der Pazifikküste Nordamerikas verbreitet sind.

## Merkmale
Die Gattung Ariolimax umfasst sehr große Arten von Nacktschnecken, die ausgestreckt Längen bis etwa 25 cm (bis 16 cm; Schileyko) erreichen. Der Mantel ist glatt, und das Pneumostom liegt deutlich hinter der Mitte des Mantels auf der rechten Seite. Der phylogenetische Rest des Gehäuses, ein flaches Kalkplättchen, ist völlig vom Mantel umschlossen. Der Eingeweidesack erstreckt sich über die gesamte Länge des Körpers.
Die Fußsohle ist nicht oder nur andeutungsweise in Längsrichtung dreigeteilt. Auf der Schwanzspitze sitzt eine kleine Grube, die mit schleimproduzierendem Gewebe gefüllt ist. Der Samenleiter ist lang, der "ejakulative Trakt" in der Mitte ist nur schwach bis gar nicht entwickelt. Der Penis ist sehr groß, dünnwandig mit einer sehr großen Randfalte und annähernd terminaler Pore. Die Innenwand des Penis ist mit zahlreichen rundlichen Falten bedeckt. Der Penisretraktormuskel ist nicht besonders kräftig, und inseriert an der Spitze des Penis. Der freie Eileiter ist ebenfalls lang. Dagegen ist die Vagina kurz und annähernd zylindrisch. Der Stiel der Samenblase (Spermathek) ist vergleichsweise kurz.
Die Farbe ist innerhalb der Arten z. T. sehr variabel. In der Gattung dominieren jedoch Arten, die gelblich (bis grünlich) sind. Auch mehr oder weniger braun oder dunkelbraun gefleckte Individuen kommen vor. Einige Arten sind durch einen hohen Prozentsatz aphallischer Individuen (= ohne Penis) gekennzeichnet. Hier ist anscheinend besonders häufig Selbstbefruchtung verbreitet.

## Fortpflanzung
Die Arten der Gattung Ariolimax sind Hermaphroditen, wie übrigens alle landlebenden Lungenschnecken. Bei der in der Regel wechselseitigen Befruchtung fungieren sie sowohl als Weibchen wie auch als Männchen. Aber auch Selbstbefruchtung ist möglich und (möglicherweise) in manchen Arten der Gattung weit verbreitet. Bei einer Population von Ariolimax columbianus auf Hog Island in der Tomales Bucht (Marin County), immerhin 400 Exemplare wurden untersucht, waren alle Tiere aphallisch (Heath zitiert in Mead, 1943: S. 685). Bei Ariolimax columbianus wurde das eigenartige Phänomen der Apophallie beobachtet. Während der Kopulation beißt einer der Geschlechtspartner dem anderen den Penis ab. Dies kommt aber nur bei etwa 5 % der Kopulationen vor.

## Geographische Verbreitung und Ökologie
Die Arten der Gattung Ariolimax leben an der amerikanischen Westküste von Südkalifornien (San Diego County) bis nach Alaska (Sitka). Sie leben in erster Linie am Boden in den feuchten Mammutbaumwäldern, die sich an der Küste Nordamerikas entlang ziehen. Sie kommen jedoch auch in trockenen Habitaten vor, gelegentlich werden sie auch in Gärten und Parks gefunden. Sie sind überwiegend nachtaktiv und fressen Früchte und Pilze. Sie spielen im Ökosystem der Küstenwälder eine wichtige Rolle beim Abbau organischer Substanz und bei der Verbreitung von Samen und Sporen. Die Samen keimen auch noch, nachdem sie den Verdauungstrakt der Schnecken passiert haben.

## Feinde
Die beiden Schlangenarten Thamnophis ordinoides und Thamnophis elegans ssp. terrestris sind auf Schnecken als Beute spezialisiert. In den pazifischen Mammutbaumwäldern sind Bananenschnecken ihre Hauptbeute. Auch eine weitere Schlangenart der amerikanischen Westküste, die sehr seltene Contia tenuis ist auf Nacktschnecken als Beute spezialisiert. Nacktschnecken und auch Bananenschnecken werden auch von Waschbären, Gänsen, Enten und Salamandern gefressen.

## Taxonomie und Nomenklatur
Das Taxon Ariolimax wurde 1860 von Otto Andreas Lowson Mörch aufgestellt. Die Typusart ist Limax columbianus Gould, 1851 durch Monotypie. Derzeit wird die Gattung auch in zwei Untergattungen Ariolimax (Ariolimax) Mörch, 1859 und Ariolimax (Meadarion) Pilsbry, 1948 unterteilt. Schileyko (2007) behandelt Meadarion sogar als eigenständige Gattung, neuere Arbeiten folgen ihm darin nicht. Andere Autoren verwenden dagegen keine Untergattungen. Auch in der Artenzahl herrscht noch kein Konsens. Im Allgemeinen werden drei bis vier Arten anerkannt, neuere molekulargenetische Untersuchungen gehen von bis zu acht Arten aus:
- Untergattung Ariolimax (Ariolimax) Mörch, 1859
  - Ariolimax columbianus Gould, 1851
  - Ariolimax buttoni (Pilsbry and Vanatta, 1896)
  - Ariolimax stramineus Hemphill, 1891
  - Ariolimax n.sp. (Palomar Mountain, San Diego County)[7]
- Untergattung Ariolimax (Meadarion) Pilsbry, 1948
  - Ariolimax californicus Cooper, 1872
  - Ariolimax brachyphallus Mead, 1943
  - Ariolimax dolichophallus Mead, 1943
  - Ariolimax n.sp. (Fremont Peak, San Benito County)[7]

## Trivia
Die Bananenschnecke ist das Maskottchen der University of California, Santa Cruz, wobei aber nicht zwischen den sechs einander sehr ähnlichen Arten von Ariolimax unterschieden wird. John Travolta trug im Film Pulp Fiction ein Banana Slug-T-Shirt der U.C. Santa Cruz.
Das Album Thirteenth Step der Progressive-Rock-Gruppe A Perfect Circle zeigt auf der Coverseite eine Bananenschnecke, die über das Gesicht einer Frau kriecht.
In einer Szene des Films Coraline fängt eine Figur des Films, ein Junge namens Wyborne Lovat, genannt „Wybie“, zusammen mit seinem schwarzen Kater Bananenschnecken.

## Belege

## Anmerkung
1. ↑  nicht zu verwechseln mit der Gattung Agriolimax, der früheren Bezeichnung für die Gattung der Ackerschnecken (Deroceras)